# Ponsano
Ponsano è una località del comune di Volterra, in provincia di Pisa, Toscana.

## Geografia fisica
Il borgo è situato all'estremità sud-orientale del comune volterrano, in aperta campagna a 350 m d'altitudine, alle falde settentrionali di Poggio Metato, nel cuore della Macchia di Tatti - Berignone della Riserva naturale Foresta di Berignone, sulla riva sinistra del torrente Fosci.

### Clima
Dati:https://www.sir.toscana.it/
| Ponsano            | Gen  | Feb  | Mar  | Apr  | Mag  | Giu  | Lug  | Ago  | Set  | Ott  | Nov  | Dic  |
| ------------------ | ---- | ---- | ---- | ---- | ---- | ---- | ---- | ---- | ---- | ---- | ---- | ---- |
| T. max. media (°C) | 10,1 | 10,8 | 13,9 | 18,0 | 22,8 | 27,1 | 30,5 | 30,8 | 27,4 | 21,5 | 15,3 | 11,0 |
| T. min. media (°C) | 3,9  | 4,4  | 6,5  | 9,1  | 12,0 | 14,7 | 17,2 | 17,3 | 14,5 | 11,6 | 7,9  | 4,8  |

## Storia
Il borgo di Ponsano nacque in epoca alto-medievale e nel 1275 risulta menzionato con la chiesa, intitolata a Bartolomeo apostolo, nelle rationes decimarum, così come nel 1303 lo si ritrova nuovamente sotto la giurisdizione ecclesiastica del piviere di Casole.
Nel 1551 sono censiti a Ponsano solo 89 abitanti, poi aumentati a 112 nel 1745 e a 149 nel 1833. Nel secondo dopoguerra, in quanto la più isolata tra le frazioni del comune, si verificò a Ponsano un fenomeno di forte spopolamento: si passò dai 63 abitanti del 1951 ai soli 8 del 1961. Da sempre frazione del comune di Volterra, Ponsano venne poi declassato a località a partire dal 1971, perdendo anche l'autonomia parrocchiale.

## Monumenti e luoghi d'interesse
Al centro del borgo si trova la pieve di San Bartolomeo Apostolo, in stile romanico, risalente al Medioevo, ma con ristrutturazioni avvenute nella seconda metà del XIX secolo. La chiesa ha perso il titolo di parrocchiale negli ultimi decenni.
La località di Ponsano è servita da un proprio cimitero.